# Municipio de Southwark (Londres)
Southwark (/'sʌðərk/ⓘ en inglés: London Borough of Southwark) es un municipio al sudeste de Londres. Queda directamente al sur del río Támesis y la City de Londres, y forma parte del Londres interior.

## Historia
El nombre de Southwark viene del siglo IX, aunque antes ya estuvo habitado por los romanos.
El municipio de Southwark fue formado en 1965 como unión del distrito metropolitano de Southwark, el distrito de Camberwell y el de Bermonsdey.

## Geografía
El municipio limita con la Ciudad de Londres y Tower Hamlets al norte (el límite se encuentra en el río Támesis), Lambeth al oeste y Lewisham al este. Al sur están Bromley y Croydon.

## Demografía
Según el censo de 2001 su población es de 303.666 habitantes, de los cuales el 63% son de raza blanca y el 16% son africanos de raza negra. 

## Monumentos y lugares de interés
Southwark está conectado con la City de Londres a través de cinco puentes: Tower Bridge, el Millennium Bridge, Blackfriars Bridge, Southwark Bridge y Puente de Londres.
El rascacielos Shard London Bridge es actualmente el edificio más alto del Reino Unido.
La galería de arte Tate Modern, el Teatro The Globe, el Imperial War Museum y el mercado de Borough están también dentro del municipio.

## Barrios

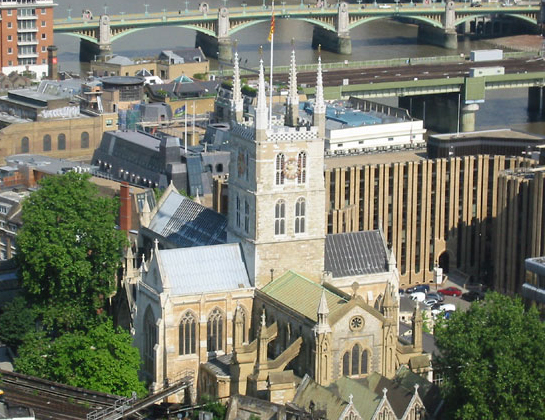
Catedral de Southwark.

- Bankside
- Bermondsey
- Camberwell
- Dulwich
- East Dulwich
- Elephant and Castle
- Herne Hill
- Newington
- Nunhead
- Peckham
- Rotherhithe
- The Borough
- Southwark
- Surrey Quays
- Walworth
- West Dulwich

## En la literatura

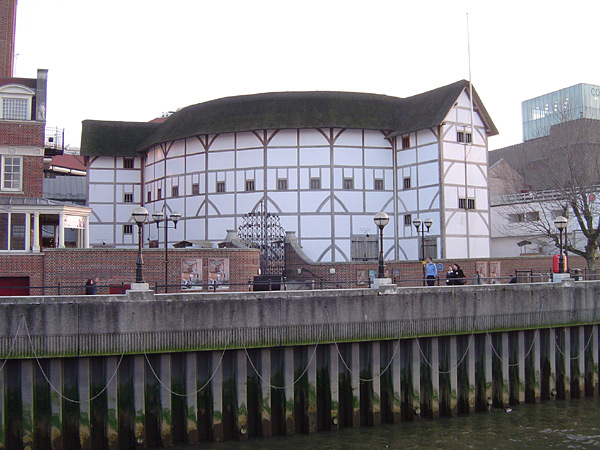
The Globe reconstruido

Southwark tiene muchas referencias literarias.
Este lugar tiene relación con Los cuentos de Canterbury, es desde donde los 10 peregrinos parten hacia la catedral de Canterbury. Aquí se encuentran The Tabard inn, the White Hart inn y George Inn que aún sobrevive.
Charles Dickens ambientó varias de sus novelas en el viejo municipio donde él vivió de joven.
El teatro The Globe reconstruido y su exposición en el Bankside nos recuerdan que la zona es el lugar de nacimiento del teatro clásico. También quedan restos del Teatro de la Rosa. En 2007 el Unicorn Theatre para Niños se abrió en Tooley Street y tanto Southwark Playhouse como Union Theatre tienen locales en Bermondsey Street. La Menier Chocolate Factory combina teatro con un espacio para exposiciones.